# جويل إليوت
جويل إليوت (بالإنجليزية: Joel H. Elliott)‏ هو ضابط أمريكي، ولد في 27 أكتوبر 1840 في سنترفيل في الولايات المتحدة، وتوفي في 28 نوفمبر 1868 في نهر واشيتا في الولايات المتحدة بسبب معركة.